# Vea (Chile)
Vea fue una revista chilena de publicación semanal, posteriormente quincenal, dedicada a diversos temas, principalmente política, crónica roja y espectáculos.

## Historia

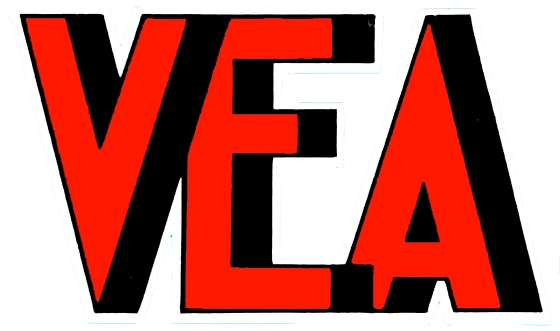
Logotipo de la revista Vea (1939-1969, 1979-1990, 1991)

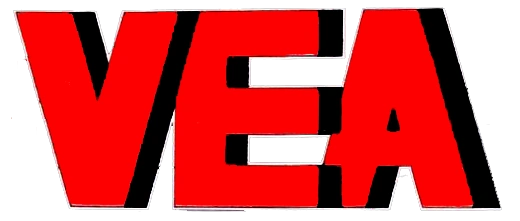
Logotipo de la revista Vea (1969-1977)

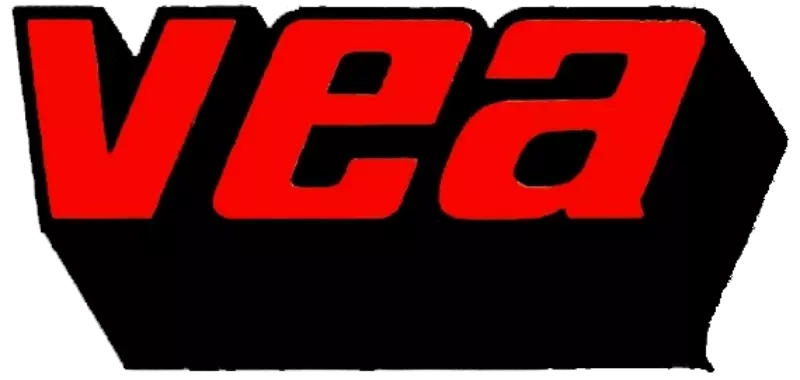
Logotipo de la revista Vea, (1977-1979)

Comenzó su publicación como un semanario de actualidad el 19 de abril de 1939, y fue fundada por la Editorial Zig-Zag. Desde abril de 1971 perteneció a la Sociedad Editora Revista Vea Ltda. (trasladando en febrero de 1973 sus oficinas desde Bellavista 069 a Providencia 283 y en 1979, a Luis Thayer Ojeda 1626), y fue publicada hasta el 26 de septiembre de 1991.
A lo largo de toda su existencia, como lo indicaba su nombre, su formato enfatizaba el componente visual, con abundantes fotografías, compitiendo con Ercilla. Su línea política era de centroizquierda. En la década de 1940 su director fue el periodista Mario Vergara Parada, cercano al Partido Agrario Laborista y luego militante socialista.
En septiembre de 1976 fue adquirida por el Grupo Cruzat-Larraín, junto con la revista Ercilla. En marzo de 1978, asume como director el periodista Hernaní Banda Zúñiga, quien además era director general y jefe de prensa de Radio Minería, y como editor, el periodista Darío Rojas Morales. Ambos profesionales asumieron la tarea de transformar a Vea de una revista con contenido principalmente policial a una de espectáculos. En esa época trabajaban como redactores Sergio Ainzúa, Osvaldo Muñoz Romero (conocido como "Rakatán" o "Osmur"), Luis Marchant Cornejo y como reportero, el entonces estudiante de Periodismo de la Universidad de Chile, Marcelo Amunátegui. Los reporteros gráficos eran José "Pichanga" Muga, Juan Guillermo Mellado y Samuel Mena. En la presentación gráfica se desempeñaban Héctor Vargas y Ítalo Galasso.[cita requerida]
Desde el 9 de enero de 1995, fecha en que retomó su publicación, Vea perteneció a Holanda Comunicaciones, propietaria también de las revistas Ercilla, TV-Grama, Cine-Grama, Miss 17 y PubliMark. Publicó su última edición el 30 de noviembre de 2015.
Entre los periodistas que trabajaron en la revista se cuentan a Raquel Correa (que renunció en 1975 tras escribir una carta criticando a la dictadura militar) y Abraham Santibáñez.